# Mauretania (Schiff, 1939)
Die Mauretania war das zweite Schiff der Reederei Cunard Line, das diesen Namen trug. Es war von 1939 bis 1965 im Dienst.

## Schiffsleben

### Vorkriegszeit
In den 1930er Jahren musste die Cunard-Flotte auf der Standard-Route nach New York verjüngt werden. Man entschied sich für ein größeres Schiff als das bisher dort eingesetzte. Es sollte gut ausgestattete Kabinen bieten und – weil nicht so schnell wie die Schiffe auf der Express-Route – ökonomisch im Betrieb sein. Trotzdem musste das Schiff immer noch schnell genug sein, um im Expressdienst eventuell bei Ausfall einer der beiden „Queens“ (Queen Mary und Queen Elizabeth) einspringen zu können. Außerdem sollte es für Kreuzfahrten geeignet sein. Ein solches Schiff also wurde bei Cammell, Laird & Company in Birkenhead in Auftrag gegeben. Es lief am 28. Juli 1938 vom Stapel und wurde im Mai 1939 fertiggestellt. Die Probefahrten wurden am 31. Mai durchgeführt und das Schiff verließ Liverpool zu seiner Jungfernfahrt.
Obgleich für den weniger prestigeträchtigen Normaldienst nach New York gebaut, gehörte die als Royal Mail Ship eingesetzte Mauretania zu den größten Schiffen der damaligen Zeit.
Auf der Rückreise steuerte das 1300 Passagiere fassende Schiff Southampton an und lief von dort aus nach London, wo sie das größte Schiff war, das jemals die Themse herauf zum King-George-V-Dock gekommen war. Sie verließ London wieder am 11. April 1939, lief nach New York und wieder nach Southampton zurück, wo sie am 3. September ankam. Am 14. September lief die Mauretania erneut nach New York aus, kehrte nun aber nach Liverpool zurück, wo sie zunächst aufgelegt wurde. Am 10. Dezember lief sie erneut in Richtung New York und blieb dort. Nach Ausbruch des Zweiten Weltkriegs hielt man es für sicherer, sie dort vorerst aufzulegen. Auch die beiden „Queens“ und die französische Normandie lagen dort vertäut.

### Kriegsdienst

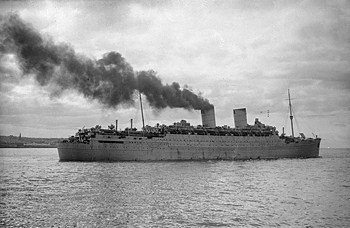
Die Mauretania als Truppentransporter

Am 6. März 1940 zog die britische Royal Navy die Mauretania als Truppentransporter ein. Nach schnell ausgeführten Umrüstungsarbeiten lief sie in Richtung Sydney aus, durchfuhr dabei den Panamakanal und passierte Honolulu. In Sydney wurden die Umrüstungsarbeiten komplettiert. Das Schiff fuhr im Konvoi mit 2000 australischen Soldaten an Bord in Richtung Glasgow. Dies war ihre Beschäftigung in den kommenden sechs Jahren. Dabei fuhr sie auch in WS-Geleitzügen.
In den Jahren 1940–42 fuhr die Mauretania zumeist zwischen Australien/Neuseeland und Mittelost. Auf diesen Routen waren auch die bekannten Passagierdampfer Nieuw Amsterdam und die Île de France anzutreffen. Diese Schiffe konnten wegen ihrer hohen Geschwindigkeit auch ohne Geleitschutz fahren, wobei sie sich zusätzlich durch einen Zickzackkurs schützten.
Zum Nordafrikafeldzug kehrte sie in ihr angestammtes Fahrtgebiet zurück und brachte amerikanische und kanadische Soldaten über den Atlantik ins Mittelmeer. 1943 absolvierte sie nicht weniger als 21 Atlantiküberquerungen.
Die Maschinen des Schiffes hatten die ganzen Kriegsjahre über einwandfrei gearbeitet und das Schiff mit bis zu 25 Knoten vorwärts getrieben. Insgesamt hat sie im Marinedienst 540.000 Seemeilen zurückgelegt und dabei 350.000 Angehörige der Streitkräfte befördert.
Ein kleines Unglück passierte am 8. Januar 1944. Im Hafen von New York stieß sie mit dem Tanker Hat Creek zusammen. Der Schaden war nur gering und konnte innerhalb von 24 Stunden behoben werden.

### Nachkriegszeit
Die Überholungsarbeiten an der Mauretania nach dem Marineeinsatz dauerten rund acht Monate. Ein großer Teil ihrer alten Einrichtungen wurde aus Amerika und Australien, wo sie eingelagert gewesen waren, zusammengetragen, und im April 1947 kehrte sie in ihr Stamm-Fahrgebiet, den Nordatlantik, als Handelsschiff zurück.
Die erste Abfahrt fand am 26. April von Liverpool aus statt. Bald wurde Southampton Basishafen für das Schiff, das für die kommenden Jahre wieder zur festen Größe auf der Transatlantikroute wurde.
Während der Wintermonate unternahm das Schiff Kreuzfahrten von New York aus. Diese führten nach Nassau, La Guaira, Curaçao, Colón und Havanna.

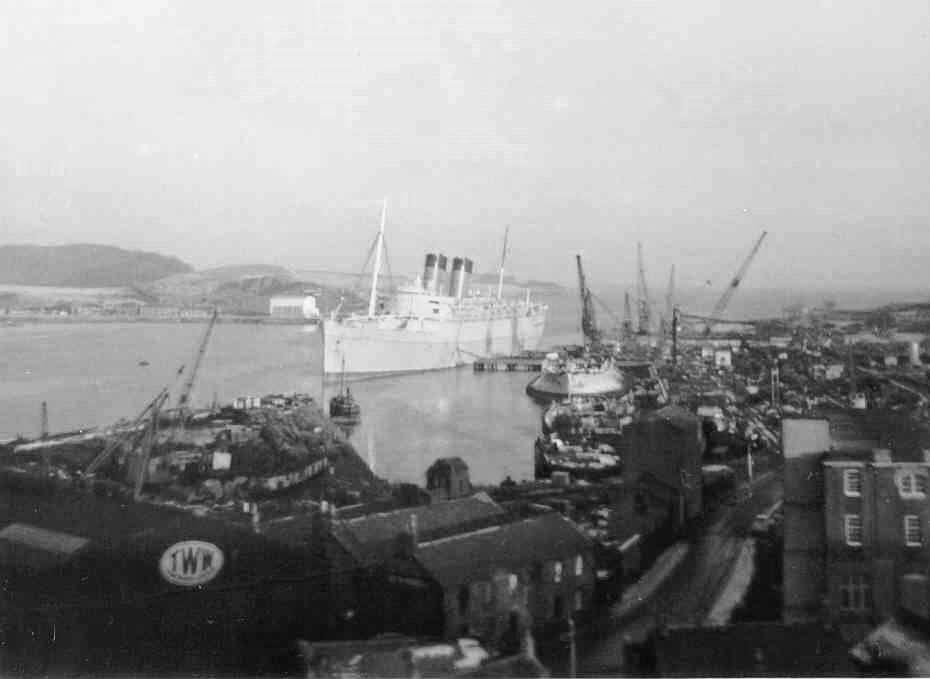
Die Mauretania beim Abwracken in Inverkeithing

Als 1958 die ersten kommerziellen Düsenflugzeuge ihren Dienst begannen, verloren Schiffsreisen über den Atlantik an Bedeutung. Im Februar 1962 unternahm die Mauretania von New York aus ihre erste Kreuzfahrt ins Mittelmeer. Ein Jahr später, jetzt in „kreuzfahrtgrün“ angestrichen, versuchte man mit ihr eine Linie von Neapel nach New York via Genua, Cannes und Gibraltar zu eröffnen. Dies erwies sich jedoch als Flop, denn das nun schon in die Jahre gekommene Schiff konnte mit den modernen und schnellen italienischen und amerikanischen Passagierschiffen kaum mithalten. Auch als Kreuzfahrtschiff war sie inzwischen aus der Mode gekommen.
1964 und 1965 fuhr sie weiter auf Kreuzfahrt und Linie von Southampton nach New York. Ihre letzte Kreuzfahrt unternahm sie von New York aus ins Mittelmeer und Schwarze Meer. Diese dauerte 56 Tage und endete am 10. November 1965 in Southampton. Noch während der Reise wurde ihr Ausscheiden angekündigt. Am 20. November verließ sie Southampton zum letzten Mal auf dem Weg zum Abbruch in Inverkeithing, wo sie durch das Abbruchunternehmen Thomas W. Ward Shipbreakers Ltd. verschrottet wurde.

## Regelmäßige Liniendienste
- Liverpool–New York
- Southampton–New York